# Кар'єр поблизу села Заїм
Кар'єр поблизу села Заїм (рум. Cariera de lângă satul Zaim) — пам'ятка природи геологічного або палеонтологічного типу в Каушенському районі Молдови. Розташований на правому схилі річки Ботна. Має площу 4 га або 3,03 га за останніми оцінками. Об'єктом управляє комуна Заїм.

## Опис
Закинутий кар'єр вкритий рослинністю, зокрема рідкісними травами. Містить відкладення морських вапняків херсонського віку, що містять раковини молюсків роду Mactra та відбитки рослин.

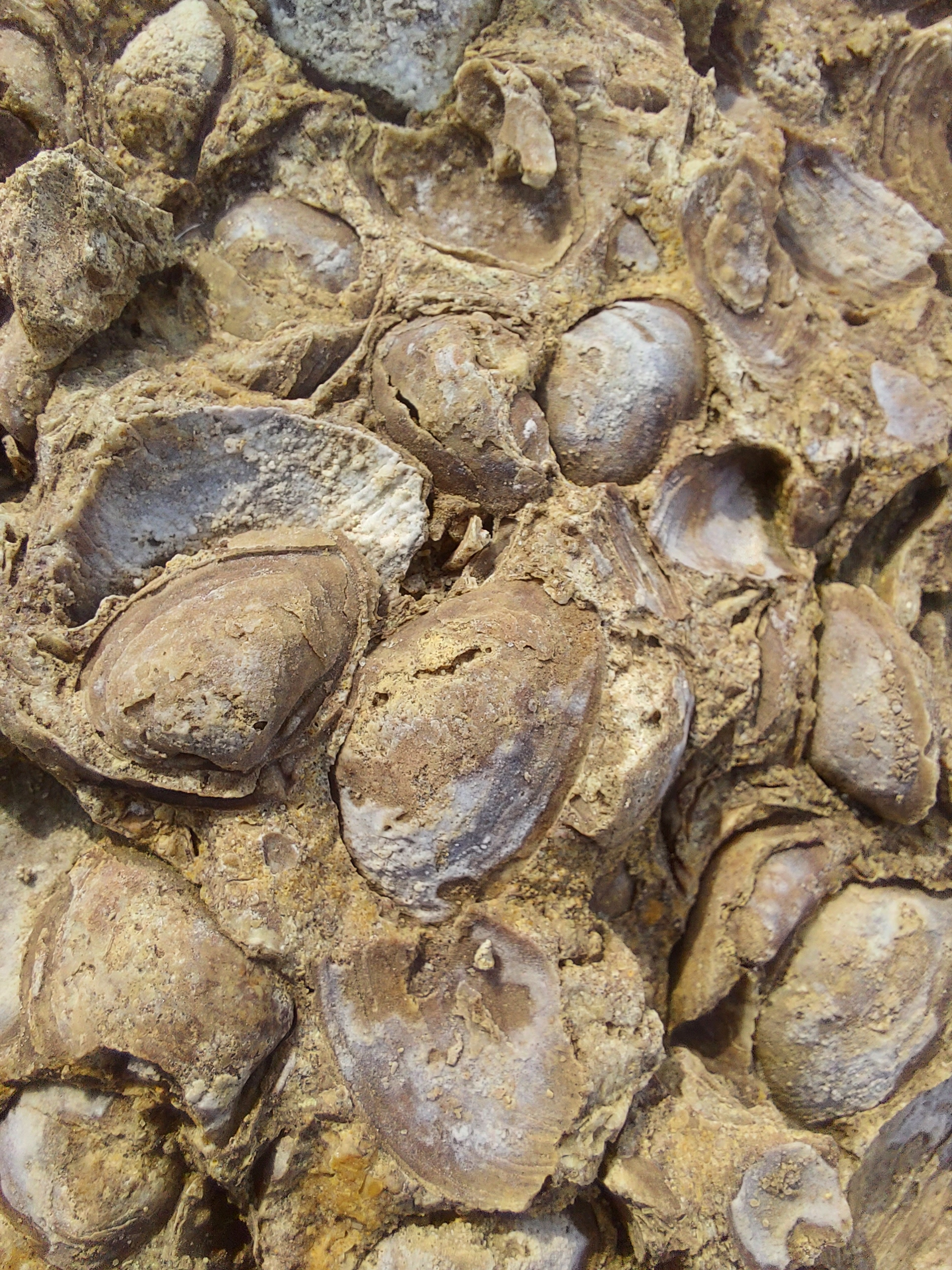
Черепашки роду Mactra
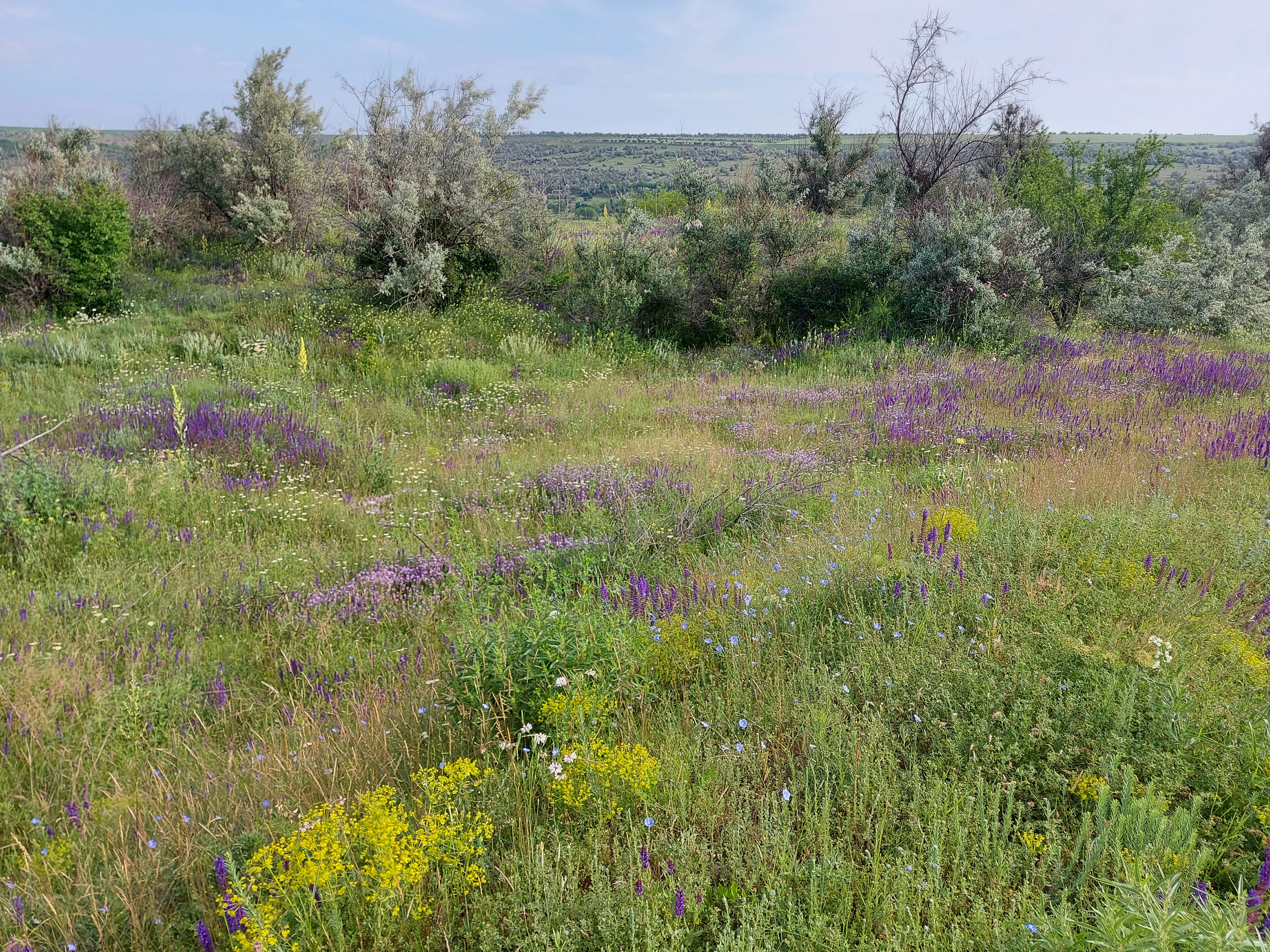
Степова флора з кар'єри

## Природоохоронний статус
Постановою Ради Міністрів Молдовської РСР від 08.01.1975 № 5 об'єкт взято під охорону держави, а охоронний статус підтверджено Законом від 25 лютого 1998 року № 1538 про фонд природних територій, що охороняються державою. Землевласником пам'ятки природи є мерія села Заїм.
Геологічно розташоване одне з небагатьох херсонських відслонень на півдні Молдови. Становить геологічний і палеонтологічний інтерес. Станом на 2016 рік природна територія не має інформаційного щита та погано розмежована.